# Абу аль-Лейс Самарканди
Абу Лайс Самарканди, полное имя Абу Лайс Наср ибн Мухаммад ибн Ахмад ибн Ибрахим ас-Самарканди — среднеазиатский религиозный деятель, исламский богослов, писатель и учёный, родившийся в X веке и умерший в 1003 году (XI век). Родился в Самарканде, являлся шейх-уль-исламом данного города. По некоторым данным, его предки прибыли в Самарканд из иранского города Тус.
Известен как автор ряда книг про ислам, таких как Тафсир уль-Куран (Тафсир Корана), Хазинат уль-Фикх (Сокровищница фикха), Бустан уль-Арифин (Край Арифов) и другие.
В Самарканде в честь Абу Лайса Самарканди названа одна из улиц в старой части города.